# Esporte Clube Sirio
L'Esporte Clube Sírio és un club brasiler de basquetbol de la ciutat de São Paulo.

## Història
El club va ser fundat el 14 de juliol de 1917 com a Sport Club Syrio, inicialment com a club de futbol, creant la secció de basquetbol el 1920.
L'any 1979 es proclamà campió de la Copa Intercontinental, en derrotar el K.K. Bosna. També fou 8 cops campió de Sud-amèrica,
Hi destacà el jugador Oscar Schmidt.

## Palmarès
- Campionat brasiler de bàsquet: 
  - 1968, 1970, 1972, 1978, 1979, 1983, 1988
- Campionat sud-americà de clubs de bàsquet:
  - 1961, 1968, 1970, 1971, 1972, 1978, 1979, 1984
- Copa Intercontinental de la FIBA:
  - 1979